# The Hives
The Hives és un grup suec de rock alternatiu de Fagersta que el 2000 va encapçalar el ressorgiment del rock de garatge. El seu èxit va arribar quan editaren l'àlbum Your New Favourite Band, que era una mescla dels dos anteriors, incloent-hi el gran èxit comercial «Hate To Say I Told You So». La banda fa cançons amb estil garage punk i els seus membres actuen sovint amb vestits de jaqueta en blanc i negre.

## Components

### Membres actuals
- Howlin' Pelle Almqvist (nom real Pelle Almqvist, veu principal)
- Nicholaus Arson (nom real Niklas Almqvist, guitarra)
- Vigilante Carlstroem (nom real Mikael Karlsson Åström, guitarra)
- Chris Dangerous (nom real Christian Grahn, bateria)
- The Johan and Only (baix)

### Membres anteriors
- Dr. Matt Destruction (nom real Mattias Bernvall, baix)

## Història

### Inicis:Oh Lord! When? How?iBarely Legal
La banda es va formar el 1993 sota els suposat guiatge de Randy Fitzsimmons. Segons la banda, va ser Fitzsimmons qui va ser el responsable de la formació i va suggerir l'estil garage rock. Fitzsimmons presumptament actua com a compositor i el líder de la banda.
El 1995 van signar amb Sidekick Records, una filial de la discogràfica sueca de skate punk Burning Heart Records. L'any següent van llançar el seu primer EP Oh Lord! When? How?.
El 1997 va eixir a la llum el seu primer àlbum Barely Legal i van començar a fer gires. El 1998 van llançar el seu segon EP a.k.a. I-D-I-O-T.

### L'èxit:Veni Vidi ViciousiYour New Favourite Band
Després d'un descans de dos anys, The Hives va tornar amb un àlbum anomenat Veni Vidi Vicious que va menar l'estil de les cançons des del punk rock nu fins al so garatge. La banda va descriure el disc com «un guant de vellut amb artells de metall, brutal i sofisticat a l'hora». Se'n van publicar quatre senzills: «Hate To Say I Told You So», «Main Offender», «Die, All Right!» i «Supply and Demand».
Després de veure el videoclip de «Hate To Say I Told You So» en una televisió alemanya, el productor Alan McGee va decidir contractar la banda a la seua nova discogràfica, Poptones, que va publicar un recopilatori amb el millor del grup, Your New Favourite Band, el 2001.
Durant la promoció dels discos Veni Vidi Vicious i Your New Favourite Band lThe Hives va signar un contracte discogràfic amb Universal Music de 12 milions de dòlars. Açò va generar una disputa entre The Hives i Burning Heart Records, que afirmava que encara hi havia un disc més contractat.

### Tyrannosaurus Hives
El seu tercer àlbum, Tyrannosaurus Hives, es va publicar el 2004. L'àlbum inclou els senzills «Walk Idiot Walk», «Two-Timing Touch And Broken Bones» i «A Little More For A Little You».

### The Black and White Album(2007–2011)
The Black and White Album, va ser publicat el 15 d'octubre de 2007 al Regne Unit per Polydor i el 13 de novembre als Estats Units per A&M / Octone. Es va gravar principalment a Oxford, Mississippi, Miami i al seu país natal Suècia.

### Lex Hives i canvi de formació (2012-actualitat)
El 12 de març de 2012, la banda va anunciar el seu cinquè àlbum complet, Lex Hives. L'àlbum es va publicar amb el seu propi segell discogràfic, Disque Hives, l'1 de juny a Suècia. Conté dotze pistes de producció pròpia, amb una versió de luxe que contenia temes extra produïts per Josh Homme, el líder de Queens of the Stone Age.
Per raons de salut, el Dr. Matt Destruction va deixar la banda a finals del 2013 i va ser substituït pel baixista de Randy, Johan Gustafsson, que va passar al nom artístic The Johan and Only.

## Discografia

### Àlbums
- Barely Legal (1997)
- Veni Vidi Vicious (2000)
- Tyrannosaurus Hives (2004)
- The Black and White Album (2007)
- Lex Hives (2012)
- The Death Of Randy Fitzsimmons (2023)[3]

### EP
- Oh Lord! When? How? (1996)
- a.k.a. I-D-I-O-T (1998)
- Tarred and Feathered (2010)

### Compilacions
- Your New Favourite Band (2001)

### DVD
- Tussles in Brussels (2005)